# Germacreno
Germacrenos son una clase de hidrocarburos orgánicos volátiles, específicamente, sesquiterpenos . Germacrenos se producen típicamente en un número de especies de plantas por sus propiedades antimicrobianas e insecticidas, aunque también desempeñan un papel como feromonas de insectos. Dos moléculas prominentes son germacreno A y germacreno D. 

## Estructuras
| Germacrene A | Germacrene B | Germacrene C | Germacrene D | Germacrene E |
| Germacreno A | Germacreno B | Germacreno C | Germacreno D | Germacreno E |

## Producción natural
El aceite esencial de la ortiga muerta roja (Lamium purpureum) se caracteriza por su alto contenido de germacreno D, así como Clausena anisata.

### Germacreno A
- Deguerry F, Pastore L, Wu S, Clark A, Chappell J, Schalk M. The diverse sesquiterpene profile of patchouli, Pogostemon cablin, is correlated with a limited number of sesquiterpene synthases. Arch Biochem Biophys. 2006 Oct 15;454(2):123-36.

- Omura H, Honda K, Feeny P. From terpenoids to aliphatic acids: further evidence for late-instar switch in osmeterial defense as a characteristic trait of swallowtail butterflies in the tribe papilionini. J Chem Ecol. 2006 Sep;32(9):1999-2012.

- Forcat S, Allemann RK. Stabilisation of transition states prior to and following eudesmane cation in aristolochene synthase. Org Biomol Chem. 2006 Jul 7;4(13):2563-7.

- Bertea CM, Voster A, Verstappen FW, Maffei M, Beekwilder J, Bouwmeester HJ. Isoprenoid biosynthesis in Artemisia annua: cloning and heterologous expression of a germacrene A synthase from a glandular trichome cDNA library. Arch Biochem Biophys. 2006 Apr 15;448(1-2):3-12.

- Lou Y, Baldwin IT. Silencing of a germin-like gene in Nicotiana attenuata improves performance of native herbivores. Plant Physiol. 2006 Mar;140(3):1126-36.

- Chang YJ, Jin J, Nam HY, Kim SU. Point mutation of (+)-germacrene A synthase from Ixeris dentata. Biotechnol Lett. 2005 Mar;27(5):285-8.

### Germacreno D
- Rivero-Cruz B, Rivero-Cruz I, Rodríguez JM, Cerda-Garcia-Rojas CM, Mata R. Qualitative and quantitative analysis of the active components of the essential oil from Brickellia veronicaefolia by nuclear magnetic resonance spectroscopy. J Nat Prod. 2006 Aug;69(8):1172-6.
- Yang FQ, Li SP, Chen Y, Lao SC, Wang YT, Dong TT, Tsim KW. Identification and quantitation of eleven sesquiterpenes in three species of Curcuma rhizomes by pressurized liquid extraction and gas chromatography-mass spectrometry. J Pharm Biomed Anal. 2005 Sep 15;39(3-4):552-8.
- Umlauf D, Zapp J, Becker H, Adam KP. Biosynthesis of the irregular monoterpene artemisia ketone, the sesquiterpene germacrene D and other isoprenoids in Tanacetum vulgare L. (Asteraceae). Phytochemistry. 2004 Sep;65(17):2463-70.
- Agnihotri VK, Thappa RK, Meena B, Kapahi BK, Saxena RK, Qazi GN, Agarwal SG. Essential oil composition of aerial parts of Angelica glauca growing wild in North-West Himalaya (India). Phytochemistry. 2004 Aug;65(16):2411-3.
- Raal A, Paaver U, Arak E, Orav A. Content and composition of the essential oil of Thymus serpyllum L. growing wild in Estonia. Medicina (Kaunas). 2004;40(8):795-800.
- He X, Cane DE. Mechanism and stereochemistry of the germacradienol/germacrene D synthase of Streptomyces coelicolor A3(2). J Am Chem Soc. 2004 Mar 10;126(9):2678-9.
- Arimura, G-I., Huber, DPW, Bohlmann, J. Forest tent caterpillars (Malacosoma disstria) induce local and systemic diurnal emissions of terpenoid volátiles in hybrid poplar (Populus trichocarpa x deltoides): cDNA cloning, functional characterization, and patterns of gene expression of (-)-germacrene D synthase, PtdTPS1. The Plant Journal 2004 37: 603-616.